# Хейстсе Пейл 2024
67-й выпуск  Хейстсе Пейл — шоссейной однодневной велогонки по дорогам в бельгийской коммуны Хейст-оп-ден-Берг. Гонка прошла 1 июня 2024 года в рамках Европейского тура UCI 2024. Победу одержал норвежский велогонщик Александер Кристофф.

## Участники
В гонке приняло участие 22 команды: 7 команд категории UCI WorldTeam, 7 проконтинентальных и 8 континентальных команд..
| UCI WorldTeams (7)- Alpecin-Deceuninck - Arkéa-B&B Hotels - Bora-Hansgrohe - Cofidis - Intermarché-Wanty - Team dsm-firmenich PostNL - Team Visma \| Lease a Bike UCI ProTeams (7)- Bingoal WB - Caja Rural-Seguros RGA - Equipo Kern Pharma - Lotto Dstny - TDT-Unibet - Team Flanders-Baloise - Uno-X Mobility UCI Continental Teams (7)- Baloise Trek Lions - BEAT Cycling Club - Israel Premier Tech Academy - Metec-Solarwatt p/b Mantel - Parkhotel Valkenburg - Tarteletto-Isorex - Volkerwessels Cycling Team Любительская, клубная или региональная команда- Deschacht-Hens-FSP |
| |

## Маршрут
Дистанция гонки составила 196 километров.

## Ход гонки
В начале гонки в отрыве дня бельгийцу Мауро Вервильту (Tarteletto-Isorex) компанию составили Даан ван Синтмаартенсдайк (BEAT), Аксель ван дер Туук (Metec-Solarwatt P/B Mantel), Максим Дуба (Parkhotel Valkenburg) и Йенте Клавер (VolkerWessels). Пятерка велосипедистов оторвалась почти на четыре минуты по сравнению с пелотоном, где DSM-firmenich в какой-то момент начала контролировать PostNL. Голландский состав явно был уверен в Каспере ван Удене. Тем не менее за 6 километров до финиша был пойман последний беглец. На финишной прямой представители Uno-X Mobility провели подготовительную работу для Александера Кристоффа и он стал старейшим победителем Heistse PIjl в истории гонки.

## Результаты
| \| Генеральная классификация \| Генеральная классификация \| Генеральная классификация \| Генеральная классификация \| Генеральная классификация \| \| Гонщик \| Гонщик \| Команда \| Время \| \| \| ------------------------- \| ------------------------- \| ------------------------- \| ------------------------- \| ------------------------- \| \| 1-й \| Александер Кристофф \| Uno-X Mobility \| 4ч 14' 51 \| \| \| 2-й \| Каспер ван Уден \| Team dsm-firmenich PostNL \| + 0 \| \| \| 3-й \| Амори Капьё \| Arkéa-B&B Hotels \| + 0 \| \| |                     |                           |           |
| |                     |                           |           |
| Источник: ProCyclingStats |                     |                           |           |
| Генеральная классификация |                     |                           |           |
| Гонщик | Гонщик              | Команда                   | Время     |
| 1-й | Александер Кристофф | Uno-X Mobility            | 4ч 14' 51 |
| 2-й | Каспер ван Уден     | Team dsm-firmenich PostNL | + 0       |
| 3-й | Амори Капьё         | Arkéa-B&B Hotels          | + 0       |